# Very Bad Trip
Lendemain de veille
Pour les articles homonymes, voir Hangover et Bad trip (homonymie).
Ne doit pas être confondu avec Very Bad Things.
« The Hangover » redirige ici.  Pour l'album d'Obie Trice, voir The Hangover (album).
Série Very Bad Trip
Very Bad Trip 2
(2011)
Pour plus de détails, voir Fiche technique et Distribution.
Very Bad Trip (The Hangover), ou Lendemain de veille au Québec et au Nouveau-Brunswick, est une comédie américano-allemande réalisée par Todd Phillips et sortie en 2009. Le scénario est écrit par Jon Lucas et Scott Moore. La comédie met en scène Bradley Cooper, Ed Helms, Zach Galifianakis et Justin Bartha.
Le film débute alors que Doug (Justin Bartha) s'apprête à se marier. Ses amis, le professeur Phil Wenneck (Bradley Cooper), le dentiste Stu Price (Ed Helms), et le futur beau-frère de Doug, Alan (Zach Galifianakis), décident de l'emmener à Las Vegas pour enterrer sa vie de garçon. Une fois sur place, les compères réservent une suite au Caesars Palace et vont boire sur le toit pour admirer la ville en pleine nuit. Le matin suivant, Alan, Phil et Stu se réveillent sans se souvenir de la nuit précédente. Doug n'est plus là, Stu a perdu une dent, il y a un tigre dans la salle de bains et un bébé est caché dans un placard.
Le film rencontre un succès critique et public. Fort de ce succès, deux suites sortiront en 2011 et 2013.

## Synopsis

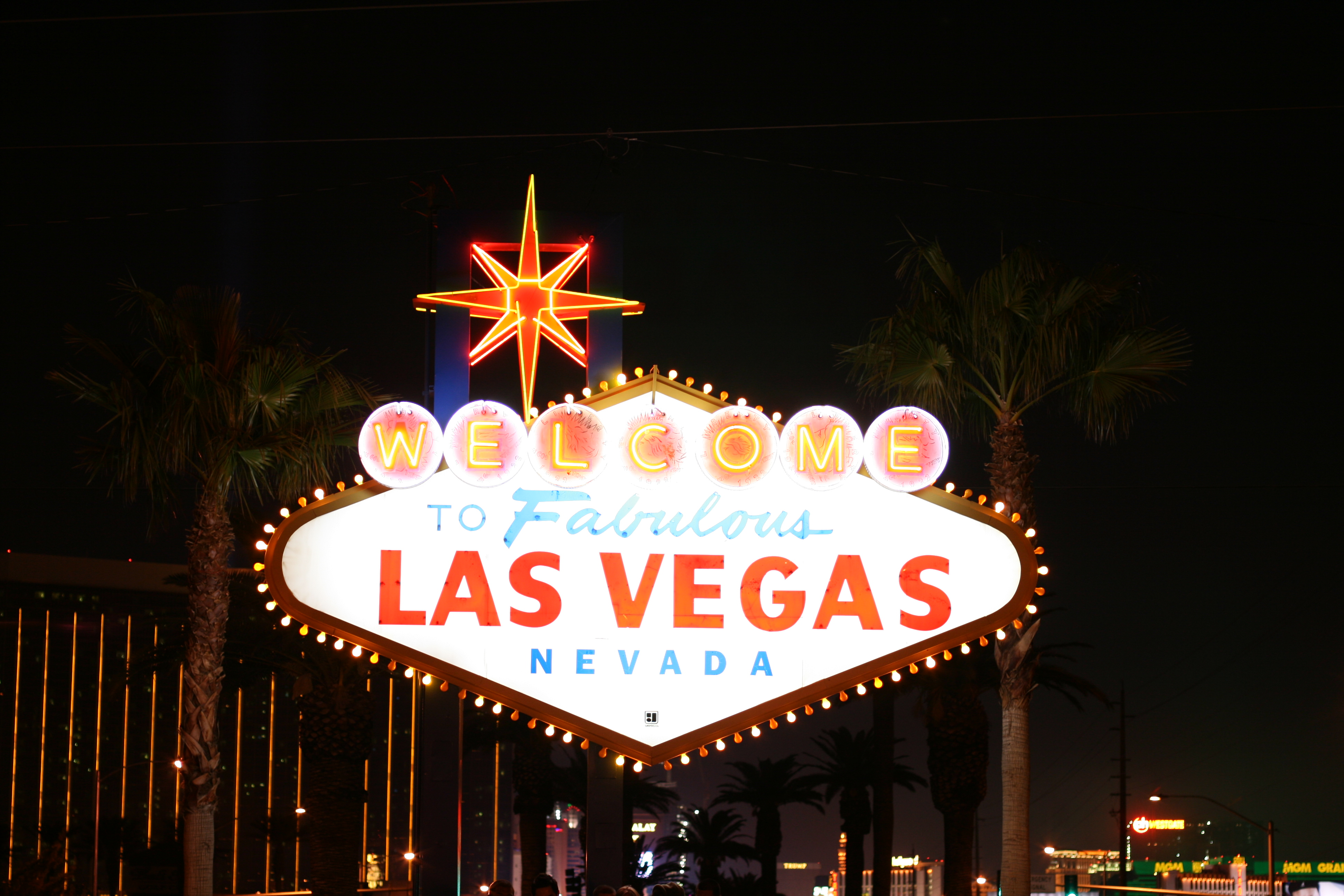
Welcome to Fabulous Las Vegas.

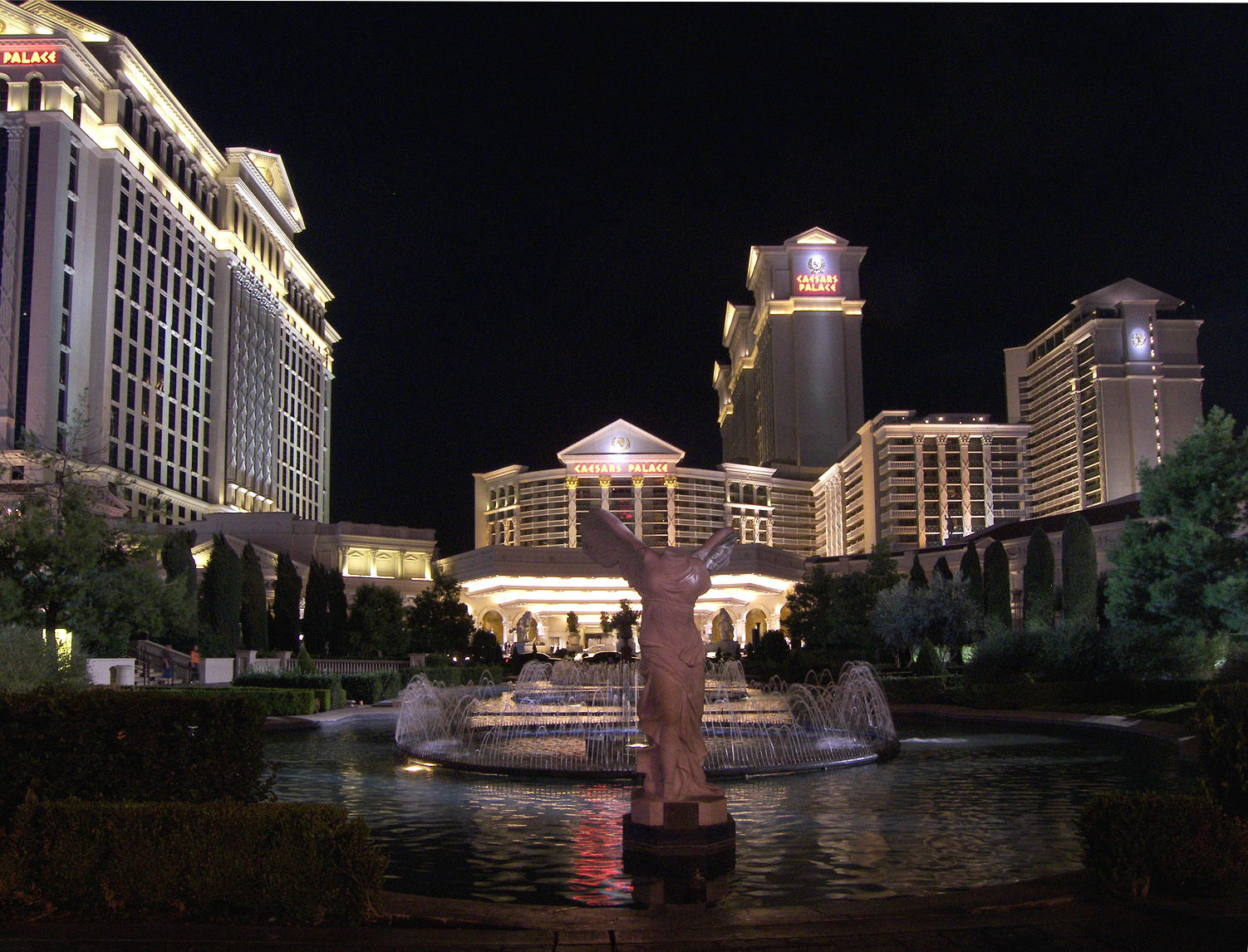
Le Caesars Palace.

Doug Billings (Justin Bartha) va se marier avec Tracy Garner (Sasha Barrese), fille de Sid (Jeffrey Tambor), riche habitant de Los Angeles. Pour son enterrement de vie de garçon, il souhaite passer une nuit à Las Vegas avec ses deux amis, Phil Wenneck (Bradley Cooper), professeur, et Stuart « Stu » Price (Ed Helms), dentiste, et avec Alan (Zach Galifianakis), son futur beau-frère. Sid confie à Doug sa belle voiture, une ancienne Mercedes-Benz, en exigeant qu'il soit absolument le seul à la conduire.
Stu envisage de demander en mariage sa compagne, Melissa (Rachael Harris), avec laquelle il vit depuis trois ans. Phil le lui déconseille vivement, et lui rappelle le mauvais caractère et l'infidélité de celle qu'il veut épouser. Alan arrive et interrompt cette conversation. Phil emmène tout le monde sur le toit de l'hôtel afin de profiter de la vue nocturne sur la ville. Alan sert à tout le monde un verre de Jägermeister et ils trinquent à une nuit qu'ils ne sont « pas prêt d'oublier ».
Le lendemain matin, une femme quitte discrètement la suite. Progressivement Stu, puis Alan se réveillent et constatent que la suite est sens dessus dessous : il y a une poule dans le salon et un tigre est enfermé dans la salle de bain. Ils réveillent en sursaut Phil et constatent que Stu a perdu une dent, qu'un bébé est enfermé dans un placard et que Doug n'est pas là. Aucun d'entre eux ne se souvient des événements qui ont suivi le toast sur le toit. Alan prend en charge le bébé et décide de l'appeler Carlos.
Après avoir cherché Doug en vain dans l'hôtel, Alan, Phil et Stu déjeunent en terrasse, dépités. Ils fouillent dans leurs poches en espérant y découvrir des indices, sans rien trouver d'autre que la dent manquante de Stu. Phil s'aperçoit qu'il porte le bracelet d'admission d'un hôpital où ils décident d'aller pour en savoir plus. Pendant qu'ils attendent le retour du voiturier de l'hôtel, ils aperçoivent le matelas du lit de Doug planté sur une statue du toit du bâtiment. À leur grande surprise, le voiturier amène une voiture de police à la place de la Mercedes-Benz de Sid.
Arrivés à l'hôpital, ils doivent soudoyer le Dr Valsh (Matt Walsh), médecin qui a soigné Phil, pour qu'il daigne leur parler de ce qu'il s'est passé durant la nuit précédente : ils étaient totalement soûls ; Doug était encore avec eux ; une femme les accompagnait ; ils revenaient d'un mariage qui avait eu lieu dans une chapelle de la ville.
À la chapelle, le trio rencontre le propriétaire qui leur apprend que Stu s'est marié ici, la nuit dernière, avec Jade. Il leur raconte différents souvenirs du mariage et leur donne l'adresse de Jade. Ils sont à peine remonté dans la voiture de police, qu'ils sont violemment attaqués par des membres d'un gang chinois. Phil démarre en trombe pour semer les assaillants.
Ils vont chez Jade (Heather Graham), qui s'avère être la mère du bébé : Tyler. Elle révèle qu'elle a quitté la suite au matin, avant qu'ils se réveillent et qu'elle travaille comme escort girl et stripteaseuse. Stu est consterné de voir qu'elle porte la bague de sa grand-mère, qu'il destinait à Melissa. Soudain, la police fait irruption dans l'appartement et embarque les trois amis.
Au poste de police, Phil téléphone à Tracy et lui ment en disant que l'hôtel leur a offert une nuit de plus. Ils vont être jugés pour avoir volé une voiture de police et doivent rester plusieurs jours en garde à vue dans l'attente du jugement. Après avoir supplié les policiers de les libérer, ils leur propose un marché : ils ne dénoncent pas la négligence des policiers de s'être fait voler une voiture, s'ils sont relâchés aussitôt. Après quelques hésitations, les policiers leur imposent quelque chose : ils se retrouvent dans une salle où des écoliers en visite assistent à une démonstration de pistolet à impulsion électrique ; les agents montrent les effets des décharges de taser sur les trois cobayes et demandent aux enfants de tirer sur Phil et Alan, ce qui déclenche l'hilarité des enfants et des policiers.
Libres, mais éprouvés, ils récupèrent la Mercedes à la fourrière, montent à bord et se dirigent vers le Caesars Palace. En chemin, ils entendent des bruits provenant du coffre. Ils s'arrêtent et ouvrent ce coffre : un Chinois nu en jaillit, les frappe brutalement en les insultant, puis part en courant. Profondément choqué, Alan avoue l'acte à l'origine de tous leurs problèmes : il a versé du rohypnol, aussi connu sous le nom de « drogue du viol » car il efface tous les souvenirs, dans la bouteille qu'ils ont partagée sur le toit de l'hôtel. Pour se justifier, Alan prétend qu'il croyait que c'était de l'ecstasy, qui aurait permis de mieux profiter de l'enterrement de vie de garçon.

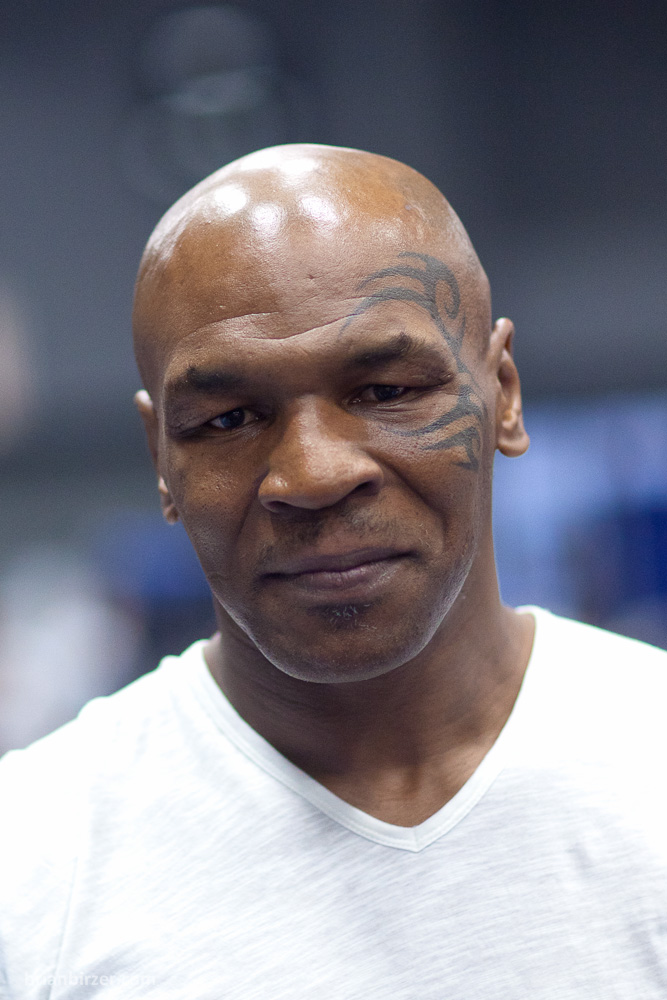
Rencontre avec Mike Tyson.

Quand ils rentrent dans leur suite, ils sont sidérés d'y trouver Mike Tyson et son garde du corps, qui leur expliquent que le tigre appartient au boxeur ; ce dernier exige que l'animal lui soit restitué à domicile. Alan glisse ce qui lui reste comme drogue dans un steak frais, que Stu va jeter dans la salle de bain. Le tigre mange la viande et s'endort. Ils le chargent dans la voiture et partent pour la propriété de Tyson. Hélas, le tigre se réveille durant le trajet et ravage l'intérieur de la voiture. Contraints de s'arrêter et trop effrayés pour reprendre le volant, Ils poussent la Mercedes contenant le tigre jusqu'à la villa de Mike Tyson. Chez le boxeur, ils visionnent les films des caméras de surveillance, voient leur comportement débridé et comprennent comment ils ont enlevé le tigre, en empruntant la voiture des policiers qui avaient été appelés pour les arrêter, mais qui se sont enfuis devant le fauve.
Ils repartent en direction du Caesars Palace. Lors d'une halte, ils sont percutés par un énorme 4x4 conduit par les Chinois qui les ont attaqués auparavant : ce gang est dirigé par M. Chow, l'homme qui était enfermé dans le coffre de leur voiture, qui leur explique que la bande lui a volé ses gains de la veille au casino ; s'ils lui restituent ses 80 000 $, Chow leur restituera Doug. Phil, Alan et Stu se précipitent au Caesars Palace et fouillent désespérément leur  suite, sans retrouver l'argent. Mais Alan retrouve son livre contenant toutes les martingales pour gagner au blackjack. La bande décide d'aller jouer pour rassembler la somme qui permettrait de libérer Doug. Et cela fonctionne.
Le lendemain matin, la somme due entre leurs mains, ils vont dans le désert des Mojaves, vers le lieu de rendez-vous indiqué par Chow, et procèdent à l'échange. Chow prend l'argent et les trois amis embarquent Doug, dont la tête est recouverte d'un sac. Lorsqu'ils enlèvent le sac, ils découvrent que cet homme est un Afro-américain, lui aussi appelé Doug (Mike Epps), qui s'avère être le dealer débutant qui a vendu la drogue à Alan. Ils lui apprennent qu'il s'est trompé de marchandise et il s'en excuse. Résigné, Phil arrête la voiture et appelle Tracy pour tout lui expliquer. Alors que tout semble compromis, Stu interrompt Phil et demande à retourner en urgence à l'hôtel : en effet, il vient de se rappeler qu'un jour, durant leur jeunesse, Phil et lui avaient profité du sommeil de Doug pour le monter sur le toit d'une maison ; il suppose qu'ils ont dû le refaire et que, le lendemain matin, pour appeler des secours, Doug a jeté son matelas, qui a s'est planté sur une statue.
Arrivés au Caesars palace, ils montent sur le toit et y retrouvent enfin Doug, brûlé par le soleil et assommé par la chaleur. Avant de partir, Stu revoit Jade, qui lui rend sa bague et lui explique pourquoi il lui manque une dent : Alan a parié que Stu n'était pas assez bon dentiste pour s'extraire lui-même une dent. Stu, touché par la gentillesse de la jeune fille, lui propose un rendez-vous pour le week-end suivant. Les quatre amis foncent vers Los Angeles. Pendant le trajet, Doug déclare qu'il possède une sacoche, qui contient 80 000 $ en jetons de casino.
Ils arrivent juste à temps pour le mariage. Après la cérémonie, Melissa demande à Stu de lui expliquer pourquoi il n'a presque jamais répondu au téléphone. Stu lui dit la vérité, ce qui provoque la fureur de la jeune femme. Excédé, Stu la quitte. En cours de soirée, Alan rejoint Doug, Phil et Stu : il a retrouvé un appareil photo dans la Mercedes ; après quelques hésitations, les quatre amis décident de visionner, une fois seulement, les images de leur soirée folle avant de les effacer.
Les photos apparaissent une par une pendant le générique de fin.

## Fiche technique
- Titre original : The Hangover
- Titre français : Very Bad Trip
- Titre québécois : Lendemain de veille
- Réalisation : Todd Phillips
- Scénario : Jon Lucas et Scott Moore
- Musique : Christophe Beck
- Direction artistique : A. Todd Holland et Andrew Max Cahn
- Décors : Bill Brzeski
- Costumes : Louise Mingenbach
- Photographie : Lawrence Sher
- Son : Gregory H. Watkins, Tim Chau, Ryan Davis, Tim LeBlanc
- Montage : Debra Neil-Fisher
- Production : Todd Phillips et Daniel Goldberg
  - Production déléguée : Chris Bender, Scott Budnick, William Fay, Jon Jashni, J.C. Spink et Thomas Tull
  - Coproduction : David Siegel et Jeffrey Wetzel
- Sociétés de production[1] :
  - États-Unis : Green Hat Films, avec la participation de Warner Bros., en association avec Legendary Entertainment
  - Allemagne : en association avec IFP Westcoast Erste
- Société de distribution : Warner Bros.
- Budget : 35 millions de $[2]
- Pays d'origine : États-Unis, Allemagne
- Langue originale : anglais
- Format[3] : couleur (Technicolor) - 2,39:1 (Cinémascope) - 35 mm / D-Cinema - son DTS | Dolby Digital | SDDS
- Genre : comédie
- Durée : 100 minutes (version cinéma) ; 108 minutes (version non censurée)
- Dates de sortie[4] :
  - États-Unis et Canada : 5 juin 2009
  - Belgique : 17 juin 2009
  - France, Suisse romande : 24 juin 2009
  - Allemagne : 23 juillet 2009
- Classification[5] :
  - États-Unis : interdit aux moins de 17 ans (R – Restricted) [N 2]
  - Allemagne : interdit aux moins de 12 ans (FSK 12)
  - France : tous publics[6]
  - Québec : 13 ans et plus (13+ / 13 years and over)
  - Suisse romande : interdit aux moins de 16 ans[7]

## Distribution
- Bradley Cooper (VF : Alexis Victor ; VQ : Philippe Martin) : Phil Wenneck, professeur
- Ed Helms (VF : David Krüger ; VQ : Frédéric Paquet) : Stuart « Stu » Price, dentiste, ami de Phil
- Zach Galifianakis (VF : Daniel Lafourcade ; VQ : Louis-Philippe Dandenault) : Alan Garner
- Justin Bartha (VF : Sébastien Desjours ; VQ : Hugolin Chevrette) : Doug Billings, ami de Phil et de Stu, futur beau-frère d'Alan
- Heather Graham (VF : Marie-Eugénie Maréchal ; VQ : Lisette Dufour) : Jade, escort girl et stripteaseuse
- Sasha Barrese (VF : Élisabeth Ventura ; VQ : Nadia Paradis) : Tracy Garner, future épouse de Doug, sœur d'Alan
- Jeffrey Tambor (VF : Richard Leblond ; VQ : Jean-Marie Moncelet) : Sid Garner, père de Tracy et d'Alan
- Ken Jeong (VF : Thierry Kazazian ; VQ : Nicolas Charbonneaux-Collombet) : Leslie Chow
- Rachael Harris (VF : Laëtitia Lefebvre ; VQ : Viviane Pacal) : Melissa, compagne de Stu, tyrannique et capricieuse
- Mike Tyson (VF : Pascal Vilmen ; VQ : Denis Roy) : lui-même
- Mike Epps (VF :  Franck Soumah ; VQ : Daniel Picard) : Doug, le vendeur de drogue
- Rob Riggle (VF : Constantin Pappas ; VQ : Benoît Rousseau) : agent Franklin
- Cleo King (VQ : Johanne Léveillé) : agent Garden
- Bryan Callen : Eddie Palermo
- Matt Walsh (VQ : Frédéric Desager) : Dr Valsh
- Sondra Currie : Linda Garner, épouse de Sid, mère de Tracy et d'Alan
- Gillian Vigman : Stephanie Wenneck, épouse de Phil
- Nathalie Fay (VF : Caroline Pascal ; VQ : Pascale Montreuil) : Lisa, réceptionniste du Caesars Palace
- Todd Phillips : Creepy (caméo)
- Mike Vallely : Neeco
- Joe Alexander : Pit Boss
- Dan Finnerty (en) : le chanteur du mariage
- Ian Anthony Dale : homme de main de M. Chow
- Michael Li : homme de main de M. Chow
- Jernard Burks : Leonard
- James Martin Kelly : planton du poste de police
- Murray Gershenz (VF : Daniel Lafourcade) : Felix
- Andrew Astor : Eli Wenneck
- Wayne Newton : lui-même (caméo sur des photos du générique de fin)
Version française
  - Société de doublage : Dubbing Brothers
  - Direction artistique : Marie-Laure Beneston
  - Adaptation : Marion Bessay

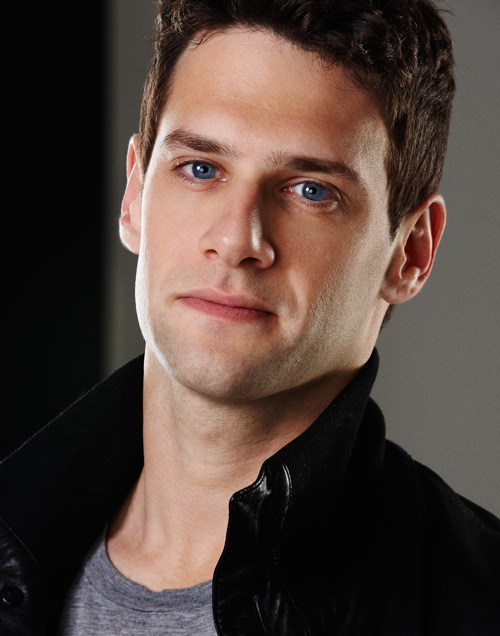
Justin Bartha joue le rôle de Doug.
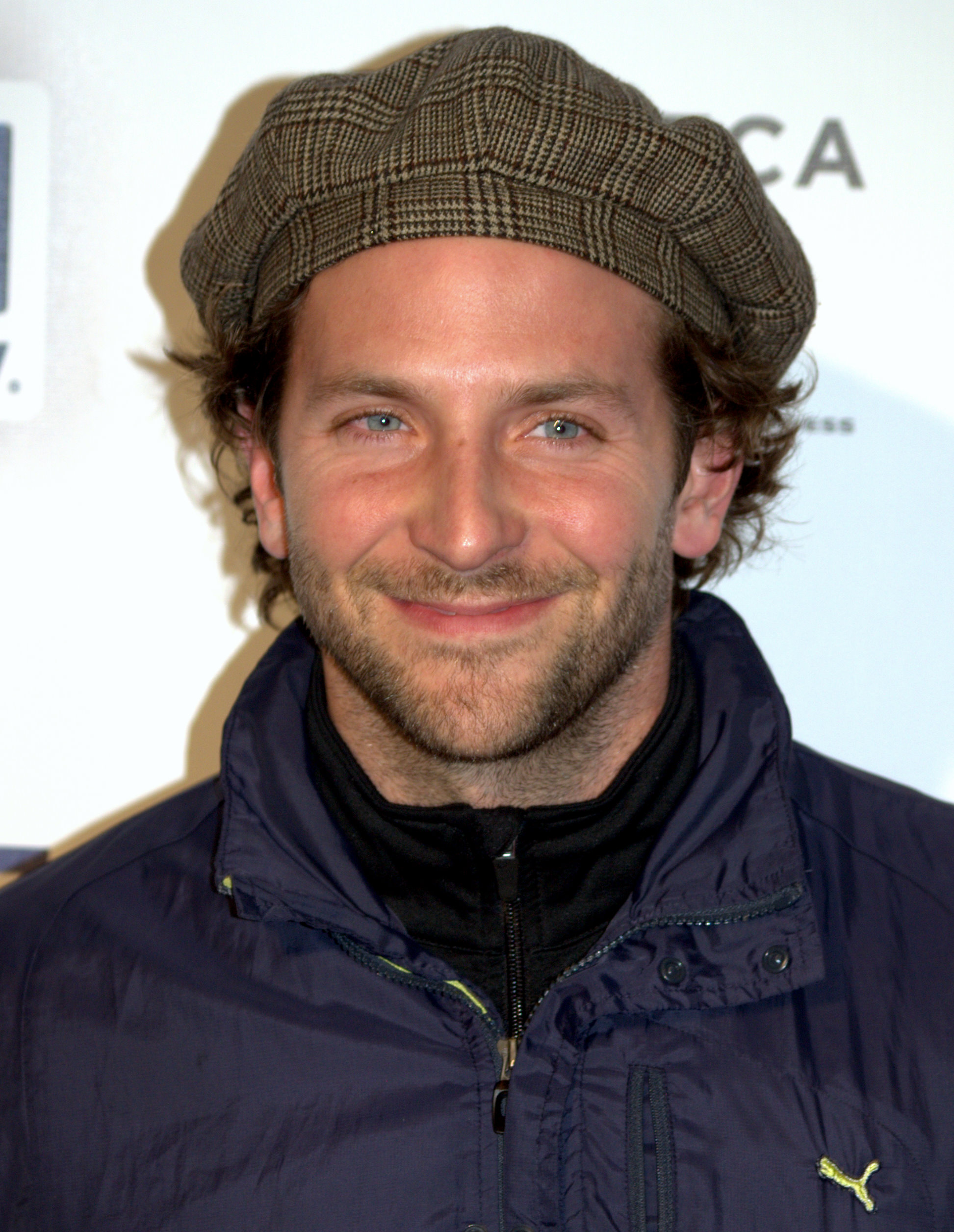
Bradley Cooper joue le rôle de Phil.
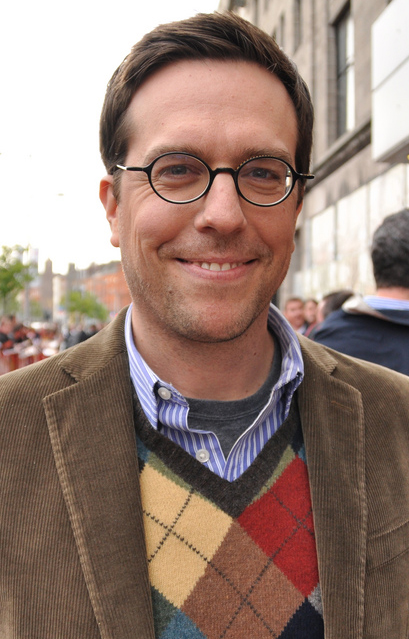
Ed Helms joue le rôle de Stu.
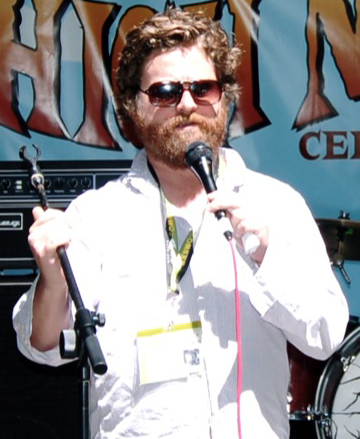
Zach Galifianakis joue le rôle d'Alan.
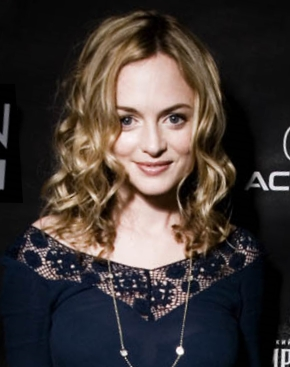
Heather Graham joue le rôle de Jade.

## Production
La dent manquante de l'acteur Ed Helms n'a pas été faite avec une prothèse plastique ou un effet visuel, mais est naturellement manquante.
Dan Finnerty, qui incarne le chanteur au mariage, avait déjà incarné le même rôle dans Retour à la fac, autre film réalisé par Todd Phillips.
Le générique de fin, construit comme un diaporama des photos prises pendant la fameuse nuit, montre un cliché de l'acteur Zach Galifianakis en train de recevoir une fellation. Ce dernier confirma qu'une prothèse fut utilisée pour la scène, et qu'il fut le plus embarrassé du plateau. Le dimanche 30 septembre 2012, lors de la diffusion du film pour la première fois en France sur une chaîne en clair (TF1), l'image fut partiellement floutée. Selon le quotidien Le Parisien, le film « n’étant interdit qu’au moins de 10 ans, TF1 ne peut pas diffuser cette scène à 22 h 40 ».

### Développement
L'intrigue du film est inspirée d'une histoire arrivée à Tripp Vinson, ami du producteur du film Chris Bender. Vinson disparut de son propre enterrement de vie de garçon et fut retrouvé dans un bar à striptease à Las Vegas, avec une grosse note à payer.

### Attribution des rôles
Lindsay Lohan a été en négociations pour le rôle de Jade. Le réalisateur explique finalement son absence : « Oui, j'ai bien rencontré Lindsay Lohan avant d'auditionner Heather Graham. Honnêtement, j'ai trouvé qu'elle était trop jeune pour le rôle. Les gens aiment l'attaquer sur ce sujet : « Ah, regardez comme elle s'est plantée, comment elle a dit non à Very Bad Trip sans se rendre compte que ça allait faire un carton. » Elle n'a pas décliné notre offre, au contraire. Elle a adoré le script, mais son âge posait problème ».
Todd Phillips envisagea Jonah Hill pour camper l'un des personnages du film, mais ce dernier déclina l'offre pour tourner un film plus sérieux (Cyrus).

### Tournage
Le film a été tourné pendant quinze jours dans le Nevada.

## Musique
- Who Let the Dogs Out? par Baha Men.
- Right Round par Flo Rida ft. Ke$ha.
- Can't Tell Me Nothing par Kanye West.
- Live Your Life par T.I. featuring Rihanna.
- What Do You Say par Mickey Avalon.
- Yeah! par Usher featuring Ludacris & Lil' Jon.
- Joker & The Thief par Wolfmother.

### Bande originale
Bandes originales de Very Bad Trip
Very Bad Trip 2
(2011)
| Liste des titres | Liste des titres   | Liste des titres             | Liste des titres | Liste des titres | Liste des titres | Liste des titres | Liste des titres | Liste des titres | Liste des titres |
| No               | Titre              | Interprètes                  | Durée            |                  |                  |                  |                  |                  |                  |
| ---------------- | ------------------ | ---------------------------- | ---------------- | ---------------- | ---------------- | ---------------- | ---------------- | ---------------- | ---------------- |
| 1.               | It's Now or Never  | El Vez                       | 5:17             |                  |                  |                  |                  |                  |                  |
| 2.               | Thirteen           | Danzig                       | 4:15             |                  |                  |                  |                  |                  |                  |
| 3.               | Take It Off        | The Donnas                   | 2:58             |                  |                  |                  |                  |                  |                  |
| 4.               | Fever              | The Cramps                   | 4:16             |                  |                  |                  |                  |                  |                  |
| 5.               | Wedding Bells      | Gene Vincent & His Blue Caps | 2:31             |                  |                  |                  |                  |                  |                  |
| 6.               | In the Air Tonight | Phil Collins                 | 5:30             |                  |                  |                  |                  |                  |                  |
| 7.               | Stu's Song         | Ed Helms                     | 0:56             |                  |                  |                  |                  |                  |                  |
| 8.               | Rhythm and Booze   | Treat Her Right              | 2:49             |                  |                  |                  |                  |                  |                  |
| 9.               | Iko Iko            | The Belle Stars              | 2:50             |                  |                  |                  |                  |                  |                  |
| 10.              | Three Best Friends | Zach Galifianakis            | 0:29             |                  |                  |                  |                  |                  |                  |
| 11.              | Ride the Sky II    | Revolution Mother            | 2:03             |                  |                  |                  |                  |                  |                  |
| 12.              | Candy Shop         | Dan Finnerty & The Dan Band  | 2:58             |                  |                  |                  |                  |                  |                  |
| 38:52            |                    |                              |                  |                  |                  |                  |                  |                  |                  |

## Accueil

### Accueil critique
Le film reçoit de très bonnes critiques et est numéro 1 du box-office américain à sa sortie, pendant deux semaines. En 2014, le film arrive à une note moyenne de 79 % sur le site Rotten Tomatoes (225 avis) et le magazine Première lui décerne trois étoiles sur quatre.
Un article du Las Vegas Review-Journal de mai 2013 décrit l'impact qu'a eu le film sur l'activité du Caesars Palace : clients demandant la suite qu'avaient occupé les quatre protagonistes du film, personnes tentant de se faufiler sur le toit de l'hôtel, voire reprise de la question qu'Alan pose à la réceptionniste : « Did Caesar live here? » (« Est-ce que César a vécu ici ? »).

### Box-office
| Pays ou région | Box-office        | Date d'arrêt du box-office | Nombre de semaines |
| -------------- | ----------------- | -------------------------- | ------------------ |
| États-Unis     | 277 322 503 $     | 17 décembre 2009           | 28                 |
| France         | 2 001 563 entrées | 4 novembre 2009            | 20                 |
| Mondial        | 469 310 386 $     |                            |                    |

## Distinctions
Entre 2009 et 2010, Very Bad Trip obtenu plus de trente nominations et a remporté 12 récompenses,.

### Distinctions en 2009
| Évènement                                 | Catégorie / Récompense                              | Nommé(es) / Lauréat(es)                                                                             | Nommé(es) / Lauréat(es) |
| ----------------------------------------- | --------------------------------------------------- | --------------------------------------------------------------------------------------------------- | ----------------------- |
| St. Louis Film Critics Association Awards | Meilleur film de comédie                            | Very Bad Trip                                                                                       | Lauréat                 |
| Awards Circuit Community Awards (ACCA)    | Meilleur casting pour un film                       | Ed Helms, Bradley Cooper, Zach Galifianakis, Justin Bartha, Heather Graham, Ken Jeong et Mike Tyson | Nomination              |
| Awards Circuit Community Awards (ACCA)    | Mention honorable                                   | -                                                                                                   | Nomination              |
| British Comedy Awards                     | Meilleur film de comédie                            | Very Bad Trip                                                                                       | Nomination              |
| Teen Choice Awards                        | Meilleur film de comédie                            | Very Bad Trip                                                                                       | Nomination              |
| Teen Choice Awards                        | Meilleur méchant                                    | Ken Jeong                                                                                           | Nomination              |
| Teen Choice Awards                        | Meilleur moment « rockstar »                        | Mike Tyson, Bradley Cooper, Ed Helms et Zach Galifianakis                                           | Nomination              |
| Teen Choice Awards                        | Meilleur film de l'été - Comédie                    | Very Bad Trip                                                                                       | Nomination              |
| Teen Choice Awards                        | Meilleur star de cinéma masculine de l'été          | Bradley Cooper                                                                                      | Nomination              |
| IGN Summer Movie Awards                   | Caméo préféré                                       | Mike Tyson                                                                                          | Lauréat                 |
| Satellite Awards                          | Meilleur acteur dans un film musical ou une comédie | Bradley Cooper                                                                                      | Nomination              |
| Prix Schmoes d'or (Golden Schmoes Awards) | Meilleure comédie de l'année                        | Very Bad Trip                                                                                       | Lauréat                 |
| Prix Schmoes d'or (Golden Schmoes Awards) | La plus grande surprise de l'année                  | Very Bad Trip                                                                                       | Nomination              |
| Prix Schmoes d'or (Golden Schmoes Awards) | Meilleure réplique de l'année                       | (« Je ne savais pas qu'ils avaient distribué des bagues à l'Holocauste. »)                          | Nomination              |
| Prix Schmoes d'or (Golden Schmoes Awards) | Meilleur acteur dans un second rôle de l'année      | Zach Galifianakis                                                                                   | Nomination              |
| Prix Schmoes d'or (Golden Schmoes Awards) | Meilleure révélation de l'année                     | Zach Galifianakis                                                                                   | Nomination              |
| Detroit Film Critics Society Awards       | Meilleur casting                                    | -                                                                                                   | Lauréat                 |
| Houston Film Critics Society Awards       | Meilleur acteur dans un second rôle                 | Zach Galifianakis                                                                                   | Nomination              |

### Distinctions en 2010
| Évènement                          | Catégorie / Récompense                                                         | Nommé(es) / Lauréat(es)                                                                                      | Nommé(es) / Lauréat(es) |
| ---------------------------------- | ------------------------------------------------------------------------------ | --- | ----------------------- |
| Critics' Choice Movie Awards       | Meilleure comédie                                                              | Very Bad Trip                                                                                                | Lauréat                 |
| Eddie Awards                       | Meilleur montage d'un film comique ou musical                                  | Debra Neil-Fisher                                                                                            | Lauréat                 |
| Golden Globes,                     | Meilleure comédie ou comédie musicale                                          | Very Bad Trip                                                                                                | Lauréat                 |
| Art Directors Guild Awards         | Meilleur film contemporain                                                     | Bill Brzeski, Andrew Max Cahn, A. Todd Holland, Desma Murphy, Anshuman Prasad, Jane Fitts et Danielle Berman | Nomination              |
| Publicists Guild of America Awards | Prix Maxwell Weinberg du meilleur film                                         | Very Bad Trip                                                                                                | Lauréat                 |
| Writers Guild of America Awards,   | Meilleur scénario original                                                     | Jon Lucas et Scott Moore                                                                                     | Nomination              |
| MTV Movie Awards                   | Meilleure performance comique                                                  | Zach Galifianakis                                                                                            | Lauréat                 |
| MTV Movie Awards                   | Meilleur moment « WTF »                                                        | Ken Jeong | Lauréat                 |
| MTV Movie Awards                   | Meilleur film                                                                  | Very Bad Trip                                                                                                | Nomination              |
| MTV Movie Awards                   | Meilleure révélation de l’année                                                | Zach Galifianakis                                                                                            | Nomination              |
| MTV Movie Awards                   | Meilleure performance comique                                                  | Bradley Cooper                                                                                               | Nomination              |
| MTV Movie Awards                   | Meilleur méchant                                                               | Ken Jeong | Nomination              |
| American Film Institute Awards     | Prix AFI du film de l'année                                                    | Very Bad Trip                                                                                                | Lauréat                 |
| People's Choice Awards             | Film de l'année                                                                | Very Bad Trip                                                                                                | Nomination              |
| People's Choice Awards             | Comédie de l'année                                                             | Very Bad Trip                                                                                                | Nomination              |
| Empire Awards                      | Meilleure comédie                                                              | Very Bad Trip                                                                                                | Nomination              |
| Russian National Movie Awards      | Prix Georges du meilleur film de comédie étrangère                             | Very Bad Trip                                                                                                | Lauréat                 |
| British Academy Film Awards,       | Meilleur scénario original                                                     | Jon Lucas et Scott Moore                                                                                     | Nomination              |
| Casting Society of America Awards  | Prix Artios du meilleur casting - Studio ou long métrage indépendant - Comédie | Juel Bestrop et Seth Yanklewitz                                                                              | Lauréat                 |

## Analyse